# Kudo Norio
Dans ce nom japonais, le nom de famille, Kudo, précède le nom personnel.
Kudo Norio (工藤紀夫), né le 2 août 1940 est un joueur de go professionnel. Détenteur de deux titres majeurs à vingt ans d'écart, son palmarès est néanmoins bien inférieur à celui des joueurs les plus connus de sa génération, Otake Hideo et Rin Kaiho. Ses bons résultats à la fin des années 1990 lui ont valu le surnom de « Star des quinquagénaires ».

## Titres
| Titre            | Années |
| ---------------- | ------ |
| Titres nationaux | 2      |
| Tengen           | 1997   |
| Oza              | 1977   |